# Céline Carzo
Céline Carzo (Nice, 1972) é uma cantora francesa que representou o Luxemburgo no Festival Eurovisão da Canção 1990 que teve lugar em Zagreb.  
Interpretou aos 17 anos o tema  "Quand je te rêve" ("Quando estou sonhando contigo")  em Zagreb em 1990.
Quand je te rêve foi escutada por Orlando, o irmão da cantora Dalida que sugeriu que a canção deveria ser a representante Luxemburgo no Festival Eurovisão da Canção 1990.